# لاما (بازیکن فوتبال آنگولا)
لاما (انگلیسی: Lamá؛ زادهٔ ۱ فوریهٔ ۱۹۸۱) یک بازیکن فوتبال اهل آنگولا است.